# Jean-Claude Vuillemin
Jean-Claude Vuillemin, né le 24 mars 1954, à Rodez (Aveyron), est un critique littéraire franco-américain. Il est Liberal Arts Research Professor Emeritus de littérature française dans le Department of French and Francophone Studies de l'Université d'État de Pennsylvanie (The Pennsylvania State University), aux États-Unis.

## Biographie
Spécialiste de l’histoire intellectuelle de la première modernité (early modern), Jean-Claude Vuillemin enseigne également des cours de théorie et de critique littéraires, ainsi que des séminaires sur la « pensée Foucault »: Archeology, Genealogy, Ethics, Montaigne Reads Foucault: Hermeneutics of Modernity, et sur les théories du théâtre et de la performance : Social Performances: Theories and Practices. Associé à plusieurs centres de recherche, dont Textes dramatiques du XVIIe siècle (université Paris Sorbonne-Paris IV) qui met actuellement la dernière main à la production d’une édition critique du théâtre complet de Jean de Rotrou (2014), il est l’auteur de nombreuses études consacrées à la problématique baroque et au théâtre. En tant que théoricien du baroque, Jean-Claude Vuillemin propose dans Epistémè baroque : le mot et la chose  (Éditions Hermann, 2013) une vision foucaldienne du phénomène radicalement nouvelle et en mesure de déconstruire le poncif d'un XVIIe siècle prétendument « classique ». Selon Jean-Claude Vuillemin, la multiplicité des manifestations formelles du baroque représente et correspond à l’expression tourmentée de la mutation épistémique et culturelle de la première modernité. Davantage qu’un strict répertoire de formes ou de thèmes, c’est avant tout l’épistémè dans laquelle il s’inscrit : celle de l'essor mécaniste de la science moderne, qui est le mieux à même de caractériser le baroque en le rattachant à une vision du monde spécifique et en faisant de lui l’image anamorphique d’une sensibilité particulière. Dans cette perspective, le baroque trahit moins une certaine manière (formelle) qu’une manière certaine (philosophique) de penser le Monde et le Moi. C'est dans ce cadre conceptuel que la dramaturgie rotrouesque, réputée de longue date « baroque », mérite indubitablement le qualificatif. Quant à l'adage fameux : Audere sape (osez savoir), que Gassendi emprunte à une épître d'Horace, Jean-Claude Vuillemin estime qu'il est moins emblématique des Lumières, ainsi que l'avancera Kant corroboré par Foucault, que parfaitement approprié au baroque.
Auteur des éditions critiques de trois textes dramatiques de Rotrou : L'Hypocondriaque ou Le Mort amoureux (Droz, 1999), L’Innocente Infidélité (Les Belles Lettres, 2005), La Belle Alphrède (Les Belles Lettres, 2008), Jean-Claude Vuillemin a écrit les entrées « François Blondel », « Abraham Bosse », « Jean Desmarets de Saint-Sorlin » et « Jean Racine » pour Luc Foisneau, éd., Dictionary of Seventeenth-Century French Philosophers, 2 vol., Londres et New York, Thoemmes Continuum, 2008. Dans la version française de ce dictionnaire, Vuillemin a jugé bon d'ajouter une notice sur Jean Rotrou dont la dramaturgie illustre à plus d'un titre certains aspects de la science dite « nouvelle » ou « moderne ». Dans son ouvrage, Foucault l'intempestif (Éditions Hermann, 2019), outre une large réflexion sur les concepts phares de la « pensée Foucault » et les processus afférents d’assujettissement et les modalités de subjectivation, il espère l'avènement d'un sujet « postcartésien » chez qui se remarquerait une parfaite harmonie entre les discours (logos) et les actions (erga).

## Plagiat
Dans « Baroque : pertinence ou obsolescence ? », Jean-Claude Vuillemin “écrit” :
"Descartes affirme à plusieurs reprises que Dieu ne s'exprime pas dans le monde, et que le seul signe de la divinité que peut révéler la création c'est, paradoxalement, son immutabilité. À la seule exception de notre pensée, capable de saisir l’idée de Dieu, il ne saurait y avoir d'analogie entre le Monde et son Créateur, pas d’imagines ni de vestigia Dei in mundo."

Or ces propos sont tirés du livre d'Alexandre Koyré, Du monde clos à l'univers infini, qu'on trouve ainsi dans le texte original :
"Le Dieu d’un philosophe et son monde se correspondent toujours. Or, à la différence de la plupart des Dieux antérieurs, le Dieu de Descartes n’est pas symbolisé par les choses qu’Il a créées ; Il ne s’exprime pas dans le monde et le seul attribut de Dieu que nous révèle sa création c’est, paradoxalement, son immutabilité. Mais il n’y a pas d’analogie entre Dieu et le monde, pas d’imagines ni de vestigia Dei in mundo, à la seule exception de notre âme, qui est un pur esprit, un être, une substance dont toute l’essence ne consiste qu’en la pensée, un esprit doué d’une intelligence capable de saisir l’idée de Dieu, c’est-à-dire de l’infini (qui lui est même innée), un esprit doué aussi de volonté, c’est-à-dire de liberté infinie." (Paris, P.U.F., 1962, p. 99)
Jean-Claude Vuillemin mentionne l'ouvrage de Koyré p. 490, note 15, mais nullement comme référence où ses propos sont empruntés. Ooops. Errare humanum...

### Livres
- Foucault l'intempestif. Paris, Hermann, coll. "Philosophie", 2019.
- Jean de Rotrou: Bibliographie critique. //openpublishing.psu.edu/rotrou// 2017.
- Epistémè baroque: le mot et la chose. Paris, Hermann, coll. "Savoir Lettres", 2013.
- Jean Rotrou, La Belle Alphrède, in G. Forestier, éd., Théâtre complet de Jean Rotrou. Vol. 9. Paris, SDTF-Les Belles Lettres, 2008 ;
- Jean Rotrou, L’Innocente Infidélité, in Théâtre complet de Jean Rotrou. Vol. 7. Paris, SDTF-Les Belles Lettres, 2005 ;
- Jean Rotrou, L'Hypocondriaque ou Le Mort amoureux. Édition critique. Genève, Droz, collection Textes littéraires français, 1999 ;
- Esthétique baroque et imagination créatrice. Colloque de Cerisy-la-Salle. M. Kronegger et J-Cl. Vuillemin, éd., Tübingen, G. Narr Verlag, 1998 ;
- Baroquisme et théâtralité: le théâtre de Jean Rotrou. Paris-Seattle-Tübingen, PFSCL-Biblio 17, 1994.

### Articles choisis
- « Les Essais de Montaigne: un ars bene vivendi », Implications philosophiques, août 2025,https://www.implications-philosophiques.org/les-essais-de-montaigne-un-ars-bene-vivendi/
- « Montaigne, à corps et âme », Europe, novembre-décembre 2024, 248-270.
- « Souci de Moi, appropriation et rehabilitation », Alkemie. Revue semestrielle de littérature et philosophie, 29, 2022-1, Le moi, 75-96.
- « Foucault l’intempestif », Les Philosophes, November 2019. https://www.les-philosophes.fr/foucault/foucault-l-intempestif.html.
- « Philosopher (d’) après Foucault », Philosophie, science et société, mars 2019: https://philosciences.com/philosophie-generale/la-philosophie-et-sa-critique/375-philosopher-foucault.
- « Vanités: une invitation à jouir et à se réjouir? », Quêtes littéraires, 8, 2019, 9-20.
- « Épistémologie du regard au seuil de la modernité », Europe, 96, 1069, mai 2018, 295-312.
- « Foucault archéologue: généalogie d’un concept », Implications philosophiques, 20 octobre, 20, 2017

- « Seuils et discontinuités chez Michel Foucault: vers un sujet ‘post-cartésien’?», Contemporary French and Francophone Studies / Site, 21.4, September 2017, 389-397.
- « Jean de Rotrou: du bon usage du théâtre », in Jean de Rotrou: Bibliographie critique, Penn State Open Publishing, Penn State University Libraries 2017
- « Foucault et le classicisme : les œillères de l'histoire (littéraire) », Fabula-(LHT), 11, novembre 2013[7] ;
- « Pratique théorique et jouissance théâtrale », Poétique, 174 (2013), p. 189-213 ;
- « Réflexions sur l’épistémè foucaldienne », Cahiers philosophiques, 130 (2012), p. 39-50 ;
- « Theatrum mundi : l’usage des mirages », Le Magazine Littéraire, 499 (2010), p. 66-68 ;
- « Réflexions sur la réflexivité théâtrale », L’Annuaire théâtral 45 (2010), p. 119-136 ;
- « Theatrum mundi : désenchantement et appropriation », Poétique, 158 (2009), p. 171-196 ;
- « Jean de Rotrou (1609-1650) », in M. de Boisdeffre, éd., Célébrations nationales 2009. Paris, Archives de France et Ministère de la Culture, 2009 ;
- « François Blondel », « Abraham Bosse », « Jean Desmarets de Saint-Sorlin », « Jean Racine », in Luc Foisneau, éd., Dictionary of Seventeenth-Century French Philosophers. 2 volumes, Londres et New York, Thoemmes Continuum, 2008 ;
- « Baroque: le mot et la chose », Œuvres & Critiques. D. Scholl, éd. La question du baroque 32.2 (2007), p. 13-21 ;
- « Jeux de théâtre et enjeu du regard », Littératures classiques. P. Pasquier éd., Le théâtre de Rotrou 63 (2007), pp. 239-249 ;
- « Tonner contre la tyrannie du verbe : spectacles baroques et discours classiques ? », Études Épistémè 9 (2006), p. 307-329 ;
- « L’Œil de Galilée pour les yeux de Chimène : épistémologie du regard et la Querelle du Cid », Poétique 142 (2005), p. 153-168 ;
- « Le masque, la figure et le concombre : réflexions théâtrales », in Littératures Classiques. H. Baby, éd., Formes, genres, pratiques dramatiques au XVIIe siècle : la question du mineur 51 (2004), p. 69-89 ;
- « Stratégies et apories de l’éloquence sacrée : l’œuvre oratoire de Bossuet », in J.-Ph. Grosperrin, éd., Bossuet / Sermons. Anthologie critique. Paris, Klincksieck, 2002 ;
- « En finir avec Boileau... . Quelques réflexions sur l’enseignement du théâtre ‘classique’ », Revue d’histoire du théâtre 3 (2001), p. 125-146 ;
- « Illusions comiques et dramaturgie baroque : Corneille, Rotrou et quelques autres », Papers on French Seventeenth-Century Literature 28.55 (2001), p. 307-325 ;
- « Baroque: pertinence ou obsolescence? » in R. Tobin, éd., Racine et/ou le classicisme. Tübingen, G. Narr Verlag, 2001 ;
- « Littérature, esthétique et idéologie : la problématique baroque », in Études aveyronnaises, 1999, p. 203-222.